# Sterigma
Als Sterigma (Plural: Sterigmata oder Sterigmen) bezeichnet man die stielchen- bis fingerförmigen Auswüchse auf den Basidien der Ständerpilze, an denen die Basidiosporen gebildet werden. Sie werden auch als Sporenständer bezeichnet.